# Старозагорски новини
„Старозагорски новини“ е частен областен вестник (ежедневник) в град Стара Загора за територията на област Област Стара Загора.
В програмата си включва актуална информация, свързана с град Стара Загора и областта, журналистически разследвания, бизнес, културни и спортни новини, коментари по значими регионални и национални събития, развлекателни материали и др. Вестникът издава по 255 броя годишно.